# Ясское совещание
Я́сское совеща́ние — совещание российских политических деятелей, не признающих власть Совета народных комиссаров РСФСР, представителей Добровольческой армии, а также представителей держав Антанты, проходившее в городе Яссы (Румыния) 16 — 23 ноября 1918 года. На совещании предполагалось выработать программу действий по ликвидации власти большевиков в России, однако факт окончания Первой мировой войны как раз в канун начала работы совещания кардинально изменил отношение союзников к «русскому вопросу» и повлиял на принятые решения.
Совещание проходило в Яссах, так как этот город стал временной столицей Румынии после захвата Бухареста германской армией в конце 1916 года. Здесь разместились румынское правительство, посольства, штабы румынской и русской армий, миссии союзных держав.

## Исторический фон
К осени 1918 года близкое поражение стран Четверного Союза становилось всё более очевидным. 15 сентября страны Антанты перешли в наступление на Балканах, и уже 29 сентября из войны вышла Болгария, 30 октября — Турция, но всё же было неясно, сколько времени ещё смогут продержаться Австро-Венгрия и Германия. Державы Согласия были заинтересованы в привлечении к войне на своей стороне новых участников и лишении своих противников возможности использования ресурсов побеждённой России. Для этого они убедили Румынию вновь объявить войну Германии (что произошло 10 ноября) и продолжали попытки воссоздать Восточный фронт. Так как правительства Советской России и УНР, заключившие сепаратные мирные договоры с Четверным Союзом, рассматривались как предатели Антанты и союзники Германии, Антанта, естественно, была заинтересована в поддержке сил, противоборствующих этим правительствам. У Белого лагеря, твёрдо стоявшего на антибольшевистских и антигерманских позициях, была возможность получить от Антанты действенную помощь для продолжения этой борьбы. Однако как раз в процессе подготовки совещания обе центральные империи — Австро-Венгерская и Германская — заключили перемирие с державами Согласия. Первая мировая война была фактически окончена. Союзники утратили интерес к планам восстановления Восточного фронта.

## Участники совещания
Хотя совещание официально было собрано по инициативе находившихся в Яссах представителей держав Антанты, которые пригласили русских общественных деятелей «приехать в Яссы… для изложения положения дел в России и указания той помощи, которая необходима для освобождения её от большевиков», безо всякого сомнения, его проведение было инициировано полковником Ильиным (представителем русского Красного Креста в Румынии), бывшим помощником главнокомандующего (фактически главнокомандующим) армиями Румынского фронта русской армии генералом Д. Г. Щербачёвым и бывшим посланником России в Румынии С. В. Поклевским-Козеллом по согласованию с командованием Добровольческой армии и при положительном отношении к такой инициативе местных представителей союзного командования.:47
Главой подготовительного комитета совещания был назначен генерал Щербачёв. Председателем русской делегации был избран барон В. В. Меллер-Закомельский. Русская делегация в Яссах состояла в основном из российских политических деятелей, прибывших с Украины. Произошло это прежде всего в силу соседства двух государств, а также потому, что гетманская Украина осенью 1918 года превратилась в центр сосредоточения российских антибольшевистских политиков всех оттенков, бежавших туда от большевистской власти и красного террора.
Состав делегации отражал самый широкий спектр российских антибольшевистских сил — от эсеров и меньшевиков до кадетов и монархистов. Делегаты представляли наиболее влиятельные антибольшевистские объединения того времени, которые смогли прислать своих представителей в Яссы, — Совет земств и городов Юга России, Совет государственного объединения России, Всероссийский Национальный центр, Союз возрождения России.
Посланники союзных держав (Великобритании, Франции, США и Италии) приняли участие в работе только двух совещаний. Румыния, только год назад аннексировавшая Бессарабию, не была заинтересована в восстановлении России, поэтому румынские представители факт проведения совещания «игнорировали»:51.

### Представители России
- С. А. Поклевский-Козелл (российский посланник в Румынии),
- А. С. Савинов (российский консул в Яссах),
- Д. Г. Щербачёв (генерал от инфантерии, бывший помощник главнокомандующего армиями Румынского фронта),
- А. В. Геруа (генерал-лейтенант, бывший начальник штаба армий Румынского фронта), участвовал в одном совещании,
- А. Н. Гришин-Алмазов (генерал-майор, бывший военный министр Временного Сибирского правительства), участвовал в одном совещании,
- С. Н. Ильин (полковник, представитель Российского Общества Красного Креста в Румынии),

Делегаты от Совета государственного объединения России:
- М. В. Брайкевич (член Партии народной свободы, бывший товарищ министра торговли, член Союза Возрождения, городской голова Одессы и представитель одесского военно-промышленного комитета),
- В. И. Гурко (беспартийный, бывший товарищ министра внутренних дел, член Государственного совета),
- А. В. Кривошеин (беспартийный, товарищ председателя Совета государственного объединения России, бывший министр земледелия, член Государственного совета),
- М. С. Маргулиес (беспартийный, председатель Центрального военно-промышленного комитета),
- В. В. Меллер-Закомельский (беспартийный, председатель русской делегации, председатель Совета государственного объединения России, член Государственного совета),
- П. Н. Милюков (член Партии народной свободы, товарищ председателя Совета государственного объединения России, товарищ председателя Национального центра, бывший министр иностранных дел).

Делегаты от Национального центра:
- М. М. Фёдоров (кадет, председатель Национального центра, член «Особого совещания» Деникина, бывший управляющий министерством торговли),
- А. Я. Чемберс (беспартийный, директор банка, товарищ председателя Московского торгово-промышленного комитета).

Делегаты от Союза возрождения России:
- И. И. Бунаков-Фондаминский (эсэр, генеральный комиссар Черноморского флота),
- К. Р. Кровопусков (беспартийный, кооператор, уполномоченный министерства продовольствия в Одессе),
- А. А. Титов (народный социалист, бывший товарищ министра продовольствия).

Приглашённые персонально:
- И. М. Новиков (полковник Генерального штаба),
- А. И. Пильц (беспартийный, бывший товарищ министра внутренних дел, Иркутский генерал-губернатор, Могилёвский губернатор и Одесский гражданский губернатор),
- С. Н. Третьяков (беспартийный, председатель Московского биржевого комитета, товарищ председателя Центрального военно-промышленного комитета, бывший председатель Высшего экономического совета),
- Н. А. Хомяков (беспартийный),
- Н. В. Савич (земец, октябрист, член Государственной думы),
- П. М. Толстой (народный социалист).

Участники с совещательным голосом:
- Н. Н. Шебеко,
- В. Я. Демченко,
- Н. Ф. фон Дитмар,
- В. П. Рябушинский.

### Представители Антанты
- сэр Джордж Барклей (посланник Великобритании в Румынии),
- граф Сент-Олер (посланник Франции в Румынии),
- Вопичко (посланник США в Румынии),
- Ауритти (поверенный в делах Италии в Румынии),
- маркиз Белуа (военный атташе Франции в Румынии),
- генерал Баллард (военный агент Великобритании в Румынии),
- Энно (управляющий французским вице-консульством в Киеве).

## Ход совещания
Совещание проходило в полуподвальном помещении здания русского консульства, ранее использовавшегося как архив и склад поломанной мебели. Как вспоминал в своих мемуарах В. И. Гурко::49 

 Вообще ничего более курьёзного, жалкого и смешного так называемой ясской конференции… представить себе нельзя. …вырабатывали, …приемлемую для всех представленных общественных течений программу освобождения России. Зачем этим людям понадобилось переехать для составления этой программы из Киева в подвал русского консульства в Яссах, понять никак нельзя было.… Бесцельность производимой работы, думается, сознавалась всеми. Это не мешало, однако, тому, что пускали в ход все доступные каждому красноречие и спорили до потери голоса и изнеможения сил. … Особенное упорство в отстаивании своих положений проявляли Милюков и Фундаминский.… Но о чём же спорили съехавшиеся в Яссах случайные представители русской общественности? Да решительно обо всём. Происходили столь типично русские бесконечные, расплывчатые споры, где, не столько поочерёдно, сколько одновременно разрешались все вопросы, если не мироздания, то государственного строительства. Путая важное с ничтожным, останавливались на словах и препирались о запятых. 
Несмотря на симпатии к идеям совещания со стороны присутствующих на нём представителей держав Согласия, все они, «второстепенные представители западных держав, даже не знающие, каких взглядов придерживаются в данную минуту на русский вопрос их правительства»:51, не имели никаких полномочий от последних для принятия каких либо решений. Гурко вспоминал, что особое участие к «русскому вопросу» проявлял начальник британской военной миссии генерал Ballard, который даже однажды посетил собрание, словно желая узнать, «чем могут на нём заниматься люди, в течение стольких дней обсасывающие вопрос, на каких политических основаниях они согласны восстановить существование своей родины». Особенно торопил с принятием общего решения полковник Ильин, инициатор совещания, так как неспособность русских представителей договориться между собой в течение стольких дней могла произвести плохое впечатление на иностранных представителей.
В своей резолюции Ясское совещание подтвердило желательность получения Белым движением военной помощи от стран Антанты:154, высказалось за восстановление «Единой и Неделимой России» в границах 1914 года (но без Польши), за непризнание странами Антанты всех государственных новообразований, возникших на территории бывшей Российской империи при содействии Германии и Австро-Венгрии. Доведение резолюции до сведения правительств держав Согласия было весьма затруднено тем, что находившаяся в Яссах радиостанция была загружена военными сообщениями «на многие недели вперёд», будучи единственным средством связи европейских штабов с азиатскими воинскими формированиями Антанты:51. В связи с этим было решено послать в европейские столицы специальную русскую делегацию, которая бы довела до сведения союзников  принятую резолюцию. Такая задержка также негативно повлияла на ход событий и ещё более уменьшила шансы Белого движения получить от союзников действенную помощь.
Между тем, правительства держав Согласия, ввиду достижения полной победы в Первой мировой войне, утратили заинтересованность в России как в союзнице и предпочли не вмешиваться в «русскую смуту», а отгородиться от неё «санитарным кордоном».